# Métaomique
La « métaomique » ou « méta-omique » est l’ensemble des « technologies permettant d’appréhender dans leur globalité des systèmes biologiques complexes et dynamiques » (définition retenue par le rapport prospective 2016 publié par le ministère de l'Économie et des Finances). Elle s’intéresse à l'analyse de « quantités massives des données, telles qu’un ensemble de gènes (génomique), d’ARN (transcriptomique), de protéines (protéomique), de métabolites (métabolomique) ». 

## Enjeux
Un enjeu est de développer une approche plus holistique des systèmes vivants complexes, en passant par le niveau cellulaire en tant qu’intégrateur des niveaux supérieurs et premier lieu d’expression du niveau génétique. 
La métaomique cherche ainsi à étudier la cellule à plusieurs niveaux : en tant que cellule, via ses métabolites, ses fluides… tout en cherchant à appréhender les liens et interactions entre génotypes et phénotypes, et entre gènes et environnement.
Ce secteur en plein développement aux États-Unis et au Japon présente un important potentiel économique et sanitaire, ce qui l’a fait identifier comme stratégique en 2016 en France. 
En 2016, une analyse SWOT (ou AFOM) de conclut que ce secteur présente des atouts en termes de force de recherche car « dynamique et structurée », avec en France des « Acteurs académiques d’envergure internationale », mais encore peu de leaders industriels sur la métaomique, notamment positionnés sur la métabolomique.
Des marchés applicatifs très dynamiques (biomarqueurs, sécurité alimentaire) constituent des opportunités, de même que des technologies de rupture (on passe de l’analyse d’un type cellulaire à celle des interactions entre « individus » dans des systèmes complexes et dynamique, pouvant également regrouper différents types cellulaires.  Technologies permettant d’étudier directement les impacts de l’environnement sur l’expression génique et le phénotype. Il existe cependant des menaces sur ce secteurs en raison : du facteur limitant que constituent l’annotation et l’interprétation des données ; des coûts pour les PME dans un contexte de forte concurrence des États-Unis et du Japon (pour les biomarqueurs en particulier).

## Sous-ensembles
La métaomique s’appuie notamment sur :
- la génomique, la transcriptomique et la protéomique, trois approches visant à caractériser et  comprendre l’expression du patrimoine génétique ;
- la métabolomique, dont l’objet est « la quantification simultanées de milliers de métabolites (acides aminés, sucres, acides gras...) » au sein d’échantillons biologiques. La présence ou absence de ces métabolites peut refléter une activité biologique d’intérêt ou révéler des perturbations physiologiques, toxicologiques, écotoxicologiques, génétiques ou nutritionnelles. Ceci fait de certains métabolites des biomarqueurs (de dépistage, prédictifs d’efficacité, de diagnostic, etc.).

## Outils techniques
La métabolomique utilise la chromatographie liquide haute performance, la chromatographie en phase gazeuse et l’électrophorèse capillaire (méthodes de séparation), couplées à la spectroscopie par résonance magnétique nucléaire ou la spectrométrie de masse (méthodes de détection).

## Champ d’application
Actuellement, il s’agit principalement des secteurs thématiques suivant :
- la santé (via le développement des biomarqueurs, via le diagnostic moléculaire et via la recherche de nouveaux médicaments, avec en particulier les études de toxicologie, précliniques et pharmacocinétiques). Les secteurs médicaux les plus en pointe seraient de ce point de vue l’oncologie, la neurologie et ce qui concerne le système cardiovasculaire.  Les études de prospectives évoquent aussi la médecine personnalisée et la médecine prédictive[1].
- l’alimentation ; dans ce domaine la métaomique peut contribuer au développement de :
  - l’« épidémiologie nutritionnelle (dont en aidant à caractériser les consommations alimentaires individuelles réelles, et à vérifier les effets métaboliques de divers types de régimes alimentaires »[1] ;
  - la nutrigénomique, qui est également mobilisable pour  l’étude des interactions entre gènes et nutriments : le phénotypage des métabolites de nutriments et micro-constituants issus de la digestion et l’étude des interactions entre génotype, alimentation et métabolisme permettent l’amélioration de la prévention de certaines maladies métaboliques ou chroniques (cancers, obésité, diabète, problèmes cardiovasculaires, etc.)[1] ;
  - la génétique appliquée aux biotechnologies, avec par exemple l’amélioration variétale des végétaux ;
  - la sécurité alimentaire car la métabolomique peut qualifier plus objectivement la valeur nutritive des aliments ou mettre en évidence une contamination chimique, biologique ou radioactive de cet aliment. Elle peut détecter des effets synergiques (négatifs ou positifs) avant même qu’ils soient compris [1].
- l'environnement ; car la métaomique vise l’analyse de milieux et systèmes complexes, par des biomarqueurs plus pertinents et précis. La métabolomique permet par exemple de détecter des perturbations d’espèces végétales, animales ou fongiques ou microbiennes (réponses face à un stress biotique ou abiotique, une présence de contaminants, etc.), ou d’affiner la détection de variétés végétales  ou animales, ou des espèces ou variants nouveaux de bactéries utiles ou pathogènes, et d’étudier les réponses de ces taxons à des toxiques, à des perturbateurs endocriniens ou à des changements discrets de leur environnement (température, salinité, trophie, radioactivité, etc.). Elle peut guider le chercheur dans l’identification des voies métaboliques impliquées dans ces réponses, et aider à expliquer certains mécanismes de toxicité ou d’écotoxicité de certaines molécules actives ou d’adjuvants, même quand les causes sont « sociales » ou multifactorielles et complexes ; ceci pour tous les compartiments de l’environnement (eau, air, sol, écosystèmes, microbiote...)[1].
- la biologie prédictive (dans un futur encore hypothétique), au profit de la sécurité alimentaire et de l’adaptation au changement climatique[1].

## Technologie-clé?
En 2016, le ministère de l’économie a classé la métaomique parmi les 47 technologies clés pour la décennie 2015-2025, et en son sein « principalement la métabolomique (qui) est porteuse d’innovation dans tous les domaines des sciences du vivant. Elle permet une vision globale, simultanée et dynamique des phénomènes survenant au sein d’une cellule, d’un organisme ou d’un métabolisme, et ainsi d’élargir le prisme d’observation, tout en intégrant les interactions entre le génome et l’environnement. L’impact sur l’étude de phénomènes intervenant dans des systèmes complexes, en particulier les milieux comme l’air, le sol ou l’eau, ou sur des maladies multifactorielles, comme l’obésité ou le diabète Type 2, est substantiel. En outre, la métabolomique introduit une dimension prédictive dans les diagnostics à travers l’identification de marqueurs précoces, et ouvre la voie vers une médecine non plus seulement curative mais également prédictive ». 
Selon ce même rapport, elle doit cependant être développée en liens avec d’autres technologies classées comme stratégiques dont :
- Ingénierie génomique. Celle-ci a fait de rapides progrès, permis par ceux du séquençage d’ADN qui est une des bases de la métaomique ;
- Microfluidique : C’est l’une des techniques d’instrumentation qui a fait progresser plusieurs des technologies de métaomique, dont le séquençage génétique ;
- Modélisation, simulation et ingénierie numérique, afin de mieux évaluer (par des biomarqueurs pertinents)  le comportement et les rétroactions des métabolites dans des environnements complexes ;
- Chimie verte, qui a besoin de la métaomique pour mieux comprendre le fonctionnement des cellules, molécules et microorganismes d’intérêt dans le domaine de la chimie verte ;
- Solutions innovantes de protection et de stimulation des végétaux : Une partie des techniques de la métaomique visent à explorer les moyens naturels de défense des cultures et de croissance des plantes, et les effets de l’environnement sur ces mécanismes. Il s’agit aussi de caractériser, molécules, organismes ou symbioses ayant un rôle « stimulateurs » ;
- Probiotiques (quand ils sont par exemple au service de la biopréservation ou de la nutrition) car la métaomique peut améliorer la connaissance des caractéristiques, la croissance et le comportement de microorganismes et de cellules dans des environnements complexes ;
- « Valorisation et intelligence des données massives » car: la métaomique nécessite des moyens d’analyse de big data pour   correctement traite et bien interpréter ses données.

## Parties prenantes
Ce sont :
1. les chercheurs académiques, les équipes et laboratoires qui utilisent et développent la métaomique pour leurs besoins propres ;
2. les entités socio-économiques et industrielles qui bénéficient des applications de ces nouveaux outils ;
3. des fournisseurs (de matériels, logiciels…), dont par exemple des équipementiers tels que Agilent, Bruker, Thermo Fisher ou Shimadzu. ; Le secteur de l’analyse métabolomique dépend de quelques groupes spécialisés (en 2016 : Metabolon, Biocrates Life Sciences, Metanomics Health et HMT) et de quelques entreprises de bioinformatique (Accelrys, Chenomx, HighCHem ou nonlinear…) ainsi que quelques PME ;
4. Des partenariats publics privés (Metabohub…).

## Aspects économiques
La métaomique prend une importance économique croissante et notamment via ses sous-ensembles génomiques, transcriptomiques, protéomiques et métabolomiques.
Selon l’étude de 2016, elle engendre un marché qui incluse une partie « instrumentation -équipements de bioanalyse », diverses applications et des outils de bioinformatique estimé à 712 millions de dollars en 2012 (pour un chiffre d’affaires d'environ 1,4 milliard de dollars espéré  en 2017. 
Le marché global des biomarqueurs croît régulièrement en raison d’une forte demande de tests de diagnostic rapide : estimé à environ 15 milliards de dollars en 2012, il pourrait atteindre environ 40 milliards vers 2020 . La métaomique en serait le segment principal.

## Perspectives, défis et verrous technologiques
Une « barrière forte pour les PME » et quelques autres acteurs est encore le coût élevé des équipements nécessaires à la métaomique et de l’accès aux données des bibliothèques de biomarqueurs.
Besoin de crédibilité : La métabolomique encore émergente doit se faire connaître et reconnaitre . 
Le rapport 2016 rappelle en outre que « le manque de fiabilité et de reproductibilité des résultats sont souvent perçus comme des limites importantes au développement de la métabolomique. Très peu de données publiques sont disponibles ; le grand nombre de données générées par la technologie, ainsi que l’impact de nombreux facteurs, comme la variabilité inter-individus ou les habitudes alimentaires, sur le métabolisme, rendent l’interprétation des résultats très complexe. ». De nombreux biomarqueurs exigent une phase de validation ; ils doivent donc être testés sur des populations variées pour évaluer leur robustesse et leur pertinence. Les méthodes t outils d’études bioinformatiques doivent donc être standardisés et fiabilisés et appuyées sur des bases de données plus ouvertes et vérifiables (comme en génomique). 
Quelques initiatives vont dans ce sens (projet européen EURRECA, projet ANR METAPROFILE, projet IbiSA MetabDB). 
Besoin d'outils et de données : La métabolomique est confrontée au besoin de nouveaux moyens d’identification rapide de métabolite, pour notamment compléter les « bibliothèques » (ou bases de données) de biomarqueurs annotés et validés, aussi complète possible (en 2016, « seuls 15 à 20 % des signaux détectés sont annotés et les métabolites correspondants identifiés par les équipements »). Des kits d’analyse métabolomique plus simples, voire automatisés sont en voie de développement. 
Il faut ensuite comprendre les  causes et conséquences des phénomènes métaboliques, qui chez les espèces dites « supérieures » sont souvent multifactoriels, synergiques et complexes (une hormone peut avoir plusieurs fonctions selon le contexte) dont l’étude dépend de la recherche académique qui peine parfois à être financée. L’offre bioinformatique doit s’adapter aux nouveaux besoins que pourrait générer la métaomique pour mieux assurer l’interprétation biologique des résultats et leur visualisation. 
Gérer le big data : La métaomique semble en effet inexorablement évoluer vers le big data, ce qui implique des analyses à grande échelle, et donc une expertise et des savoir-faire adéquats, en biologie, écologie, médecine, physiologie, éthologie, etc. Ceci implique aussi des besoins en analyse et traitement des données et des capacités technologiques lourdes et transdisciplinaires. Les outils sont souvent dans ce domaine coûteux et d’utilisation délicate. 
Des choix sont à faire et des équilibres à trouver en termes d’accès à la données (aux bibliothèques de marqueurs notamment), entre des solutions lourdes, lentes et classiques basées sur le brevetage et des accès payant et d’autres plus agiles et rapides, basées sur les approches ouvertes et collaboratives et l’open data (comme cela a été le cas pour une partie de la génomique et qui dans le contexte d’une société de l'information de plus en plus ouverte pourrait présenter de nouveaux avantages compétitifs). Le rapport 2016 suggère d’« Anticiper les difficultés liées aux questions de propriété intellectuelle ». D'autres questions, par exemple d’éthique environnementale et concernant l'appropriation ou une marchandisation du vivant pourraient aussi être posées. 
Visualiser, montrer... Des outils spécifiques de datavisualisation sont attendus (par exemple pour décrire la distribution spatiotemporelle des métabolites dans un organisme ou de leur cinétique environnementale). Ces outils pourraient s'inspirer de développés pour les besoins la fluxomique (l’étude des flux de fluides et molécules dans la cellule).

## La réglementation
Elle est encore confuse, dans un domaine qui reste émergent. 
Un enjeu réglementaire identifié en 2016 est d’inclure une définition légale de la notion de biomarqueurs dans le droit, car si elle est devenue banale dans les domaines de la biologie et  de la santé, elle ne figure pas dans la réglementation, ce qui fait que beaucoup de données générées ou de protocoles scientifiques n’ont pas de cadre légal, ce qui freine le développement de la métabolomique. 
Un autre enjeu serait d’intégrer cette notion dans le secteur agroalimentaire, et en particulier pour l’évaluation des allégations environnementales et sanitaires pour les alicaments, pour accompagner le travail de l’AESA. Faute de cette reconnaissance, les résultats de la recherche métabolomique perdent de leur crédibilité, notamment concernant les alicaments destinés à réduire la prévalence de l’obésité, du diabète de type 2 ou d’autres maladies métaboliques.